# Husevåg
Husevåg este o localitate din comuna Vågsøy, provincia Sogn og Fjordane, Norvegia, cu o populație de 30 locuitori (2013).